# Hanna Batsiushka
Hanna Yauhenauna Batsiushka (biélorusse : Ганна Яўгенаўна Бацюшка), née le 24 octobre 1981 à Pinsk (RSS de Biélorussie), est une ancienne haltérophile biélorusse. Elle est médaillée d'argent aux Jeux de 2004.

## Carrière
Hanna Batsiushka participe à trois Olympiades : en 2000 où elle termine 8e, en 2004 où elle remporte la médaille de bronze et en 2008 où elle termine 7e.
En novembre 2021, elle est suspendue pour dopage jusqu'en novembre 2023 et tous ses résultats entre le 13 avril 2012 et le 17 novembre 2021 sont annulés. Elle fait partie de treize haltérophiles suspendus après la réanalyse d'échantillons datant des championnats d'Europe 2012.

## Palmarès

### Jeux olympiques
- Jeux olympiques d'été de 2004 à Athènes ( Grèce) :
  -  médaille d'argent en -63 kg

### Championnats du monde
- Championnats du monde d'haltérophilie 2003 à Vancouver ( Canada) :
  -  médaille de bronze en -63 kg

### Championnats d'Europe
- Championnats d'Europe d'haltérophilie 2007 à Strasbourg ( France) :
  -  médaille de bronze en -63 kg
- Championnats d'Europe d'haltérophilie 2006 à Władysławowo ( Pologne) :
  -  médaille d'argent en -63 kg